# Jordi Elías i Deix
Jordi Elías i Deix   (Manresa, c. 1961) és un ex-pilot català de motocròs, Campió d'Espanya en 125 cc amb Cagiva el 1984 i en 250 cc Júnior amb Bultaco el 1978. És germà de Toni Elías, onze vegades Campió d'Espanya de motocròs durant les dècades del 1970 i 1980, i, per tant, oncle del campió del món de velocitat Toni Elías Justicia.
Retirat de fa anys de la competició, actualment regenta una botiga de motos a Manresa i sovint patrocina algun pilot de categoria al Campionat d'Espanya, com ara l'occità Maxime Lesage durant la temporada de 2009.

## Trajectòria esportiva
Jordi Elías va començar compaginant el motocròs amb la velocitat, disputant algunes pujades de muntanya tal com havia fet el seu pare, guanyant-ne fins i tot alguna. Va córrer també algunes curses de la Copa Yamaha XS 400, demostrant molt bones qualitats en aquesta disciplina.
Més endavant es va centrar en el motocròs, seguint les passes del seu germà gran, Toni. Va començar pilotant la Puch de 75 cc, obtenint-hi molt bons resultats a la Copa Juvenil de Motocròs de 75 cc l'any 1977. Quan va poder legalment per qüestió d'edat, passà als 250 cc, debutant-hi en categoria júnior a finals de 1978. Aquell any, prengué part al Campionat estatal júnior que es disputava a Yunquera de Henares (Castella), amb una Bultaco Pursang amb què guanyà les tres curses programades de forma aclaparadora, obtenint així el títol de Campió d'Espanya júnior de 250 cc.
Durant la seva carrera, coincidí amb son germà en molts equips oficials de fàbrica. Així, fitxà per Bultaco a finals de 1978, al mateix temps que en Toni hi signava la renovació, i posteriorment anà canviant d'equip més o menys al mateix temps que ell: Derbi, Yamaha, Cagiva, etc., tot i que pilotà també altres marques com ara SWM i Montesa (amb aquesta, estigué a punt d'aconseguir el Campionat estatal de 500 cc el 1981 tot pilotant, de forma semi-oficial, la Cappra VG 414).
Com a curiositat, Jordi Elías fou molt popular al Brasil a mitjan anys 80, fins al punt que la temporada de 1986 signà un lucratiu contracte per a disputar-hi el campionat nacional. Ja abans havia aconseguit èxits en aquell país, com ara una sonada victòria al "Gran Premi" -oficiós- de 125cc del Brasil de 1983, disputat a Belo Horizonte, on corregué amb una Honda.

## Palmarès al Campionat d'Espanya
| Any  | Motocicleta | 500 cc | 250 cc    | 125 cc |
| ---- | ----------- | ------ | --------- | ------ |
| 1978 | Bultaco     | -      | 1r Júnior | -      |
| 1979 | Bultaco     | -      | 7è        | -      |
| 1980 | SWM/Derbi   | -      | 7è        | 5è     |
| 1981 | Montesa     | 2n     | 9è        | -      |
| 1982 | Derbi       | -      | 8è        | 8è     |
| 1983 | Yamaha      | ?      | 9è        | 2n     |
| 1984 | Cagiva      | -      | ?         | 1r     |
| 1985 | Yamaha      | -      | ?         | ?      |
| 1986 | Yamaha      | -      | -         | -      |
| 1987 | Yamaha      | -      | ?         | ?      |
| 1988 | Yamaha      | -      | 3r        | ?      |
| 1989 | Yamaha      | -      | 3r        | ?      |

Nota.- A banda dels resultats aquí consignats, Jordi Elías guanyà el Campionat d'Espanya de Supercross de 1991 amb Yamaha, per bé que el campionat fou invalidat en haver-se disputat només 2 proves de les 5 programades.